# Garcinia huillensis
Garcinia huillensis är en tvåhjärtbladig växtart som beskrevs av Friedrich Welwitsch. Garcinia huillensis ingår i släktet Garcinia och familjen Clusiaceae. Inga underarter finns listade i Catalogue of Life.